# Милутин
Милутин је старо мушко српско име словенског порекла.

## Варијације имена
Варијација овог имена су Мило, Милош, Милун, Милојко.

## Историјат
Име Милутин помиње се још у 9. веку у имену челника у војсци краља Радослава. Од Немањићког доба остало је познато по краљу Милутину Немањићу, који је био велики задужбинар и градитељ. У српским епским песмама се појављује и једна под именом „Слуга Милутин”, о истоименом слуги кнеза Лазара.
Познато дело Данка Поповића носи наслов „Књига о Милутину”.

## Презимена
Појављују се и презимена код Срба са основом „Милутин” — Милутиновић. И не само са основом. Милутин, поред тога што је старо српско име, међу Србима може да представља и презиме. Неки од чланова породице Милутин данас живе у Новом Саду, Сурчину, Кули, Липару, а има их доста и у Немачкој и у Аустралији. Уз презиме Милутин, честа су имена Бошко (Божо), Мирко, Никола, Чедо, Слобо, Илија (Иле), Лука, Борислав (Боро), Младен, Милан, па чак постоји и члан фамилије који се исто зове и презива, Милутин Милутин.
Породица Милутин води порекло из Челебића крај Ливна, који се данас налази у Федерацији БиХ. Данас је то релативно малобројна породица али на сајтовима који говоре о жртвама логора Јасеновац из Другог светског рата, презиме Милутин се, нажалост, веома често спомиње.
Крсна слава ове породице је Свети арханђел Михаил тј. Милутини славе Аранђеловдан.

## Познате личности
- Милутин Немањић (1253-1321), српски краљ 1282-1321.
- Милутин Савић-Гарашанин (1762-1842), обор-кнез јасенички
- Милутин Петровић (1791-1861) војвода крајинске нахије
- Милутин Тесла (1819-1879), православни је свештеник, отац Николе Тесле
- Милутин Гарашанин (1843-1898), политичар и академик
- Милутин Миланковић (1879-1958), геофизичар, астроном
- Милутин Ускоковић (1884-1915), књижевник
- Милутин Борисављевић (1889-1970), архитекта
- Милутин Бојић (1892-1917), песник
- Милутин Ивковић (1906-1943), фудбалер, лекар и резервни санитетски поручник Југословенске војске
- Милутин Гарашанин (1920-2002), археолог
- Милутин Мића Татић (1923-1991), глумац
- Милутин Бутковић (1930-1997), глумац
- Милутин Дедић (1935-2021), академски сликар, историчар уметности и путописац
- Милутин Шошкић (1937-2022), фудбалски голман
- Милутин Поповић Захар (р. 1938), композитор и текстописац
- Милутин Петровић (1941-2020), песник
- Милутин Васовић (1942-1998) гитариста
- Милутин Мркоњић (1942-2021), министар и политичар
- Милутин Мићовић (1944-2018), глумац
- Милутин Мићовић (р. 1953), књижевник
- Милутин Караџић (р. 1955), глумац
- Милутин Достанић (1958-2014) математичар
- Милутин Петровић (р. 1961), редитељ
- Милутин Јованчић (р. 1964), сликар, музичар
- Милутин Милошевић (р. 1981) глумац